# Броже Карліс
Карліс Броже (іноді Карліс Янович Броже) (нар. 12 листопада 1887, м. Буртнек, Латвія — ? 1941) — командир 2-го куреня полку Чорних запорожців, заступник і виконувач обов'язків командира полку Чорних запорожців (на час лікування Петра Дяченка).

## Біографія

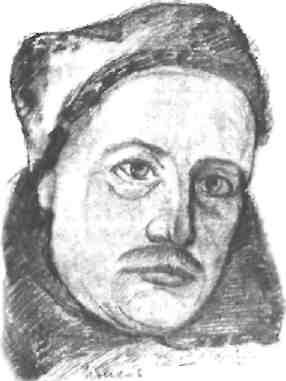
Броже Карліс Яніс.Малюнок Василя Перебийноса.

Карліс (Карл) Броже народився 12 листопада 1887 року у м. Буртнек, Латвія, що входило на той час до складу Російської імперії. 1911 року екстерном склав екзамен у Петербурзькому педагогічному інституті і отримав диплом повітового вчителя. Навчався в Оренбурзькій школі прапорщиків в одному взводі з Петром Дяченком, закінчив її 19 січня 1916 року. Служив кавалерійським офіцером в армії царської Росії.
Учасник 1-го зимового походу Армії УНР. Брав участь у Битві за Вознесенськ.
| «Добрий старшина, але не знав української мови, з чим не мирилися козаки». |
23 грудня 1920 р. виїхав на батьківщину. З 10 квітня 1921 р. служив у латвійській поліції керівником дільниць. Після кількох переведень дослужився до начальника поліції Валкський повіту (місто на кордоні з Естонією), а в 1933 році переведений начальником у рідний повіт. За хорошу службу на той час був нагороджений орденом «Трьох зірок».
6 липня 1940 р., після окупації Латвії червоною Москвою, звільнився з поліції за власним бажанням. Арештований і, вочевидь, страчений.
Військове звання — поручник російської армії, підполковник Армії УНР.